# Homo pampeanus
Homo pampeanus (home de la pampa), segons la hipòtesi del científic argentí Florentino Amegino (1854-1911), va ser la primera espècie d'home originària d'Amèrica del Sud i que posteriorment va poblar tot el planeta. Va exposar aquesta hipòtesi al Primer Congrés Internacional Americanista celebrat a París el 1879.

## La hipòtesi

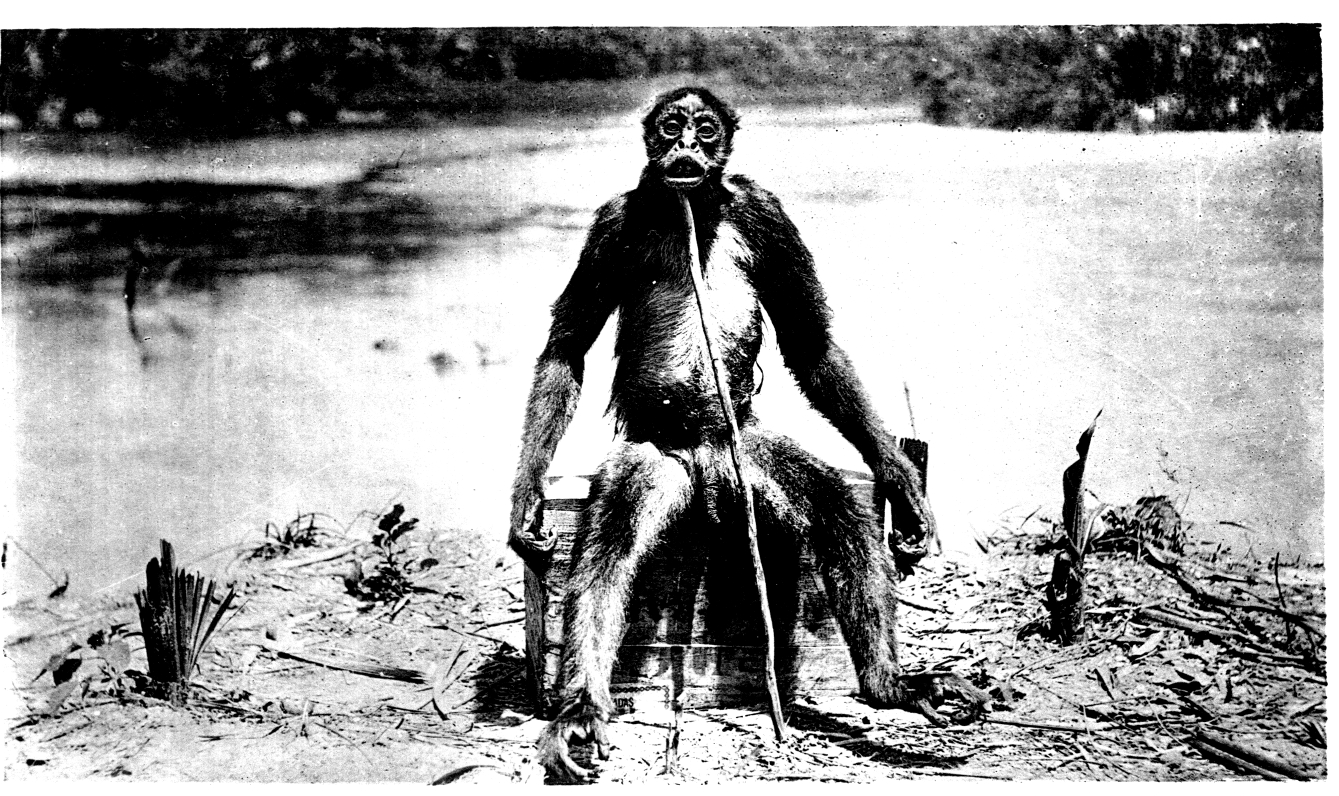
Fotografia de Francois de Loys d'un simi antropoide

Segons la hipòtesi d'Ameghino, els simis nord-americans del Miocè es van veure obligats per l'evolució a adaptar-se a les praderies de la Pampa i caminar drets. Van passar per diverses etapes, des de la més antiga, el Tetraprothomo que va evolucionar fins al Triprothomo, que va ser seguit pel Diprothomo i, finalment, el nostre avantpassat, «l'home de la Pampa» (Homo pampeanus) que després va creuar els ponts terrestres que es van traslladar al Vell Món.
Ameghino va basar les seves troballes en eines de pedra, ossos amb evidències de manipulació humana i també evidència d'incendis causats per l'home, com ara ossos cremats i argila endurida (que no podrien haver estat provocats per incendis naturals a causa de les altes temperatures requerides) en sediments que es remunten a més de 3,5 milions d'anys.
L'interès en aquesta hipòtesi va reviure breument quan el geòleg suís François de Loys va dir que va trobar a Colòmbia «grans micos desconeguts, similars als antropoides». Loys va afirmar que va disparar a un d'ells, i fins i tot va fotografiar el cadàver. La majoria dels científics creuen que la fotografia mostra una mona aranya (Ateles) morta, fotografiada asseguda sobre una caixa per semblar «més humana». Alguns dels zoòlegs suggereixen que la mona pot pertànyer a una espècie desconeguda per la ciència, però en cap cas és un antropoide.

## Controvèrsia
La hipòtesi no té evidències arqueològiques ni paleontològiques; al Nou Món no s'han trobat fòssils d'homo erectus.
Hi ha dades sobre els descobriments a Amèrica d'ossos molt antics de persones similars als neandertals o a l'homo erectus, però aquestes dades no són fiables i requereixen verificació i estudi detallat. Tanmateix, fins i tot assumint la seva fiabilitat, aquestes troballes encara no demostren l'origen americà dels indis.
Hrdlicka va ser un dels promotors de la teoria de la «immigració», és a dir, que els asiàtics van poblar Amèrica creuant Beríngia. Per descomptat, la teoria «autòctonista» d'Ameghino i la seva estaven en conflicte directe.
Tot i que les troballes modernes han demostrat que l'home es va originar a l'Àfrica i d'allà va passar a conquerir el món, podríem interpretar les troballes d'Ameghino d'una altra manera; no eren d'un Homo pampeanus local, sinó d'una antiga migració d'Homo erectus.

## L'os del Pliocè amb una punta de fletxa

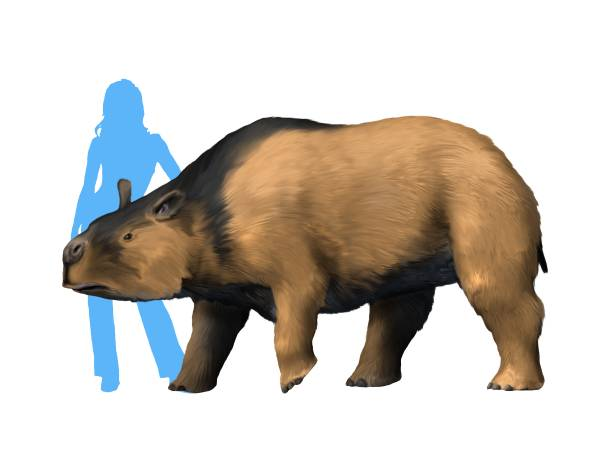
Toxodon platensis

Existeix un os del fèmur d'un toxodon (animal de la megafauna extingit) amb una punta de fletxa incrustada al mateix datada al Pliocè Tardà (fa uns 2-3 milions d'anys). Es va trobar a Miramar, a la costa atlàntica de la província de Buenos Aires. Després de la mort de Florentino Ameghino, el seu germà Carlos va continuar amb la seva obra.
Tot i que alguns ho han desacreditat com un engany, un dels crítics d'Ameghino, Romero (1915), va creure que la punta de fletxa l'havia situat un indi d'un període posterior que va utilitzar l'os com a eina. D'alguna manera l'eina va quedar enterrada en estrats més antics i això va provocar que es datés com a Pliocè Tardà.
Borman (1921), per la seva banda, tot i que no ho va poder demostrar, va creure que era una farsa, i va sospitar que Parodi, que treballava per al museu, havia enganxat d'alguna manera la punta de fletxa en un antic os de toxodon fòssil i posteriorment «ho va descobrir». No va trobar cap prova que demostrés que Parodi s'havia comportat mai de manera fraudulenta.